# 金英勋
金英勋（韓語：김영훈，1997年9月10日—），韩国男歌手，艺名为英勋（韓語：영훈），是VT娱乐旗下的韩国歌手。2022年2月26日以Black Level出道，在团内担任主唱。在出道前曾是男子团体Seven O'Clock的成员。目前已退出男子团体Black level